# Bosforo

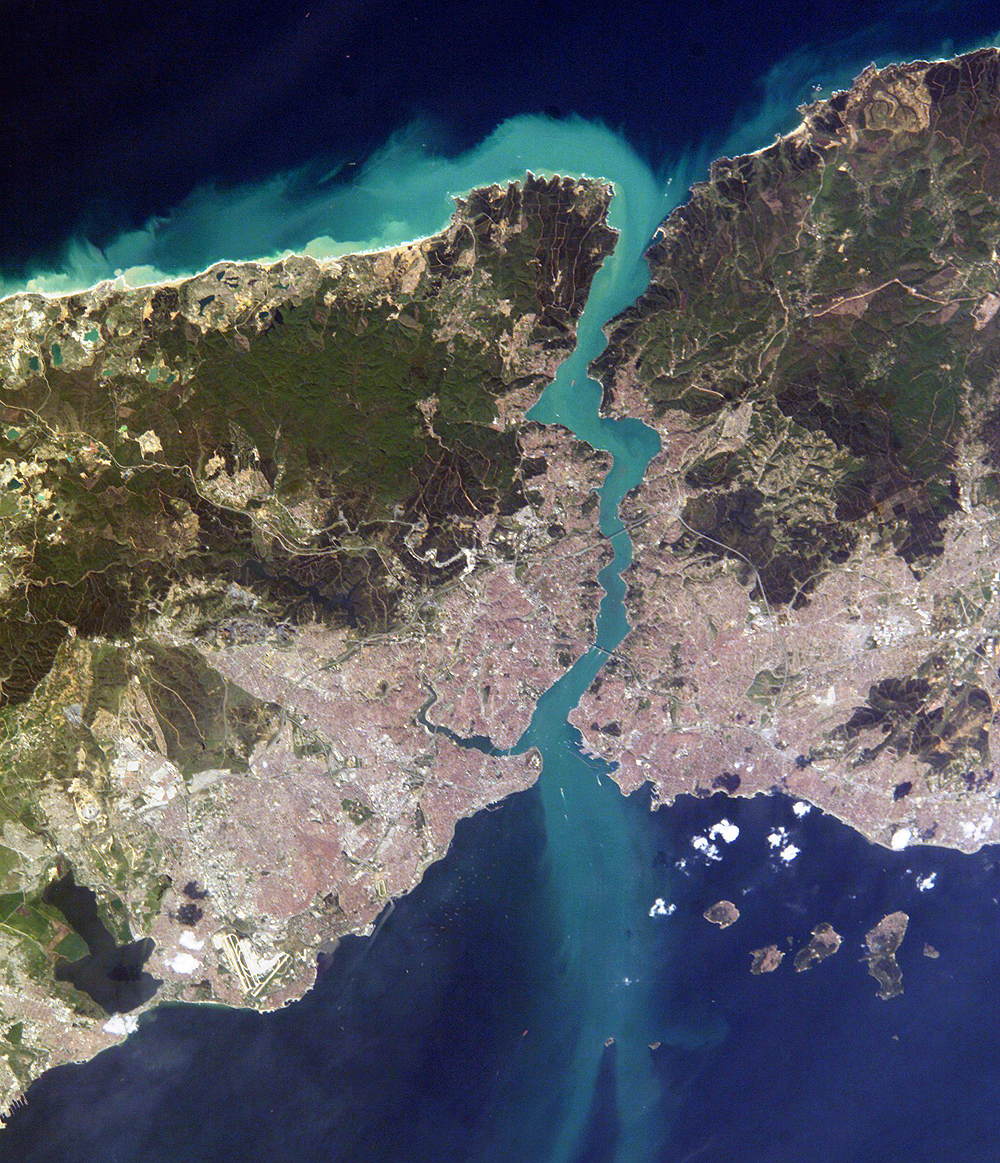
Immagine satellitare dello stretto del Bosforo con Istanbul.

Il Bosforo (in turco Boğaziçi, İstanbul Boğazı o Boğaz; in greco Βόσπορος?, Bósporos) è lo stretto che unisce il Mar Nero al Mare di Marmara e segna, assieme allo stretto dei Dardanelli, il confine meridionale tra il continente europeo e il continente asiatico. Ha una lunghezza di 31,7 km per una larghezza che va dai 550 ai 3 000 metri. Sulla sponda europea, attorno al Corno d'Oro, si è sviluppata la città di Istanbul, l'antica Costantinopoli, la cui attuale area urbana si estende anche sulla sponda asiatica per circa 18 chilometri.

## Descrizione

### Etimologia
Il nome significa "passaggio" o "guado della giovenca", dal greco Βοῦς (bous, vacca) e πόρος (poros, passaggio), e allude al mito secondo il quale Zeus, a causa di un incantesimo gettato da Iunge, figlia di Pan e di Eco, si innamorò di Io. Ma, poiché temeva la gelosia di Era quando la andava a trovare, la nascondeva in una nuvola dorata. Era lo accusò di infedeltà e trasformò Iunge in torcicollo per punirla. Zeus negò: "Non ho mai toccato Io" e per evitare di essere scoperto trasformò la giovane in una giovenca bianca. 
Ma Era ne reclamò la proprietà e la affidò ad Argo Panoptes, ordinandogli: "Lega segretamente questa vacca a un albero di olivo presso Nemea". Ermes, incaricato da Zeus di recuperare Io, prima addormentò Argo, poi lo uccise colpendolo con una pietra ed infine tagliandogli la testa. Così liberò la giovenca. In seguito Era mandò un tafano a pungere Io, che cominciò a correre per tutto il mondo conosciuto per sfuggire all'insetto. Arrivata al braccio di mare tra Europa e Asia, attraversò a nuoto lo stretto, che prese il nome di Bosforo, ed infine giunse in Egitto, dove partorì Epafo, riacquistando le fattezze umane. Giosuè, Aziz Mahmud Hudayi, Yahya Efendi e Telli Baba sono considerati, da alcuni musulmani, i Quattro Santi Patroni del Bosforo.

### Confini
Il confine meridionale ufficiale del Bosforo è dato dalla linea retta che unisce il Faro di İnciburnu a Kadıköy, sulla costa anatolica, e Faro di Ahırkapı, che si trova sulla costa europea dello stretto, a una distanza di 1,5 miglia nautiche (2,8 km).

### Caratteristiche

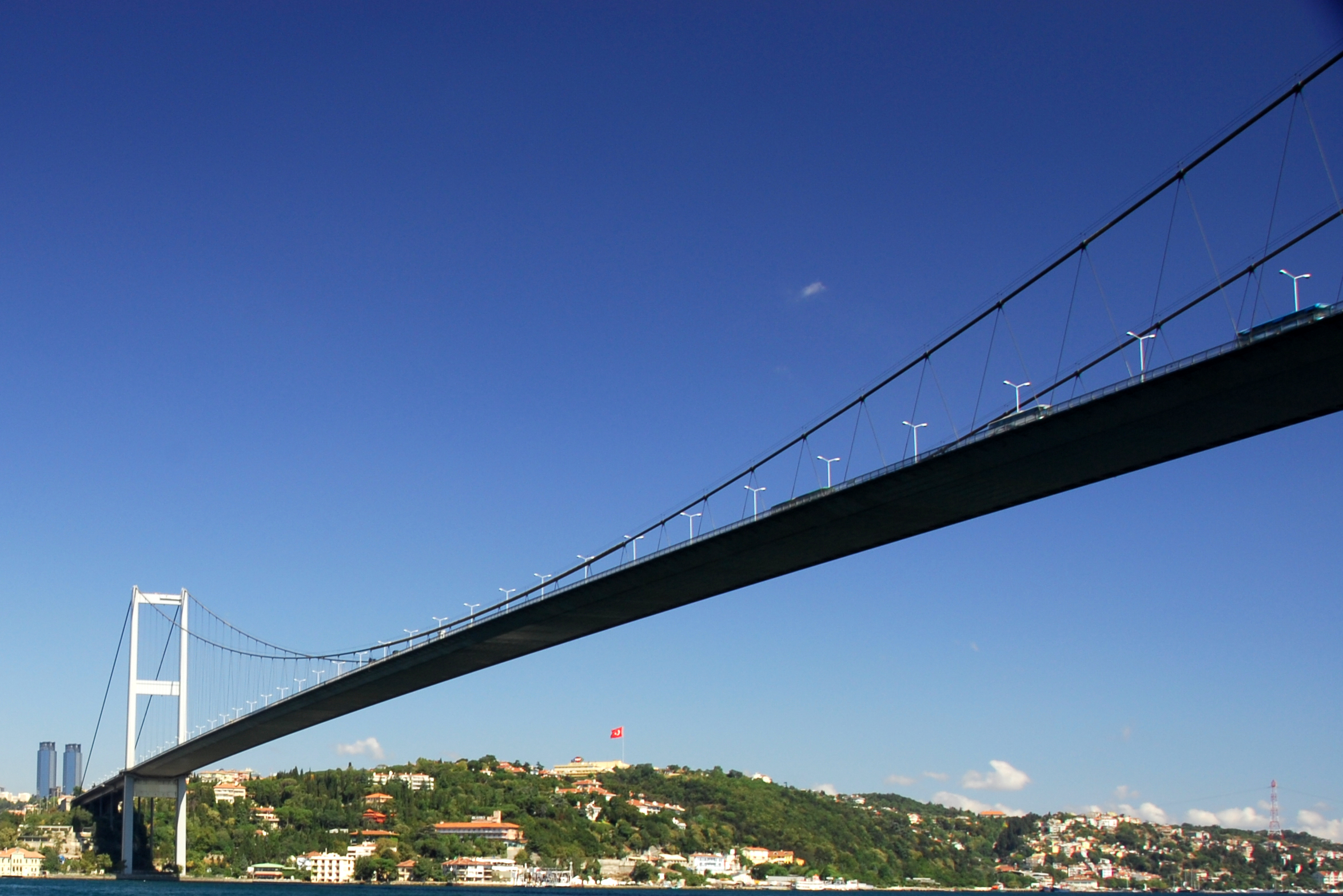
Il Ponte sul Bosforo (1973) visto dal quartiere di Beylerbeyi nella parte asiatica di Istanbul

Il Bosforo è uno stretto canale naturale che mette in comunicazione il Mar Nero col Mar di Marmara, a sua volta collegato al Mar Mediterraneo a Sud, tramite lo stretto dei Dardanelli.
La direzione delle acque è nei due sensi, avendosi una corrente superficiale di acqua salmastra di 20-30 m di spessore che va dal Mar Nero verso sud e una corrente più profonda, lenta e salata dal Mar Mediterraneo diretta a nord. Valutazioni satellitari attestano una differenza di 30-50 cm tra i due bacini estremi, trovandosi il Mar Nero più in alto: le fluttuazioni non dipendono dalle maree, ma dall'apporto di acqua dolce da parte dei grandi fiumi che afferiscono a tale bacino (Danubio, Dnestr, Dnepr, Don), che subisce una variazione stagionale, con il massimo tra aprile e maggio. Il risultato netto è quindi un apporto di acqua salmastra nel Mediterraneo.
Profondo in media 40 m, il Bosforo è in realtà molto irregolare, arrivando anche alla profondità di 120 m. La presenza del Corno d'Oro alla sua estremità sud condiziona la formazione di banchi di sedimenti in tale settore. Di natura eminentemente tettonica, il Bosforo presenta basamento paleozoico. Durante l'olocene è stato sottoposto all'erosione fluviale prima e marina poi, attorno al 6000 a.C., quando le acque del Mar Mediterraneo, salendo di livello, raggiunsero il Mar Nero.
È stato ipotizzato che il Mar Nero si sia formato a seguito di un'imponente inondazione dei centri abitati sulle sue coste, che avrebbe fornito la base storica delle narrazioni sul Diluvio Universale, che appaiono nella Saga di Gilgamesh e nella Bibbia, ma numerose ricerche documentano invece che fu il Mar Nero, attraverso il Bosforo, a riversarsi nel Mediterraneo, in maniera tutt'altro che drammatica. A sostegno della teoria, invece, vi è il ritrovamento di un canyon subacqueo, trovato seguendo i risultati di un modello matematico a sua volta basato sull'ipotesi dell'allagamento primordiale del mar Nero. 
Le acque del Bosforo, il cui controllo ha da sempre avuto una notevole importanza strategica, sono oggi classificate come dominio marittimo internazionale e sono ad accesso libero. Il traffico commerciale, che comprende le petroliere provenienti dal Mar Nero, è tra i più intensi al mondo (700 000 navi all'anno). Lo stretto non è soggetto a maree, ma il problema maggiore è che le correnti superficiali sono sottoposte all'andamento dei venti, che rendono la navigazione in certi punti particolarmente pericolosa.
Tre ponti autostradali attraversano lo stretto. Il primo, detto Ponte del Bosforo, lungo 1 074 metri, venne completato nel 1973. Il secondo, detto Ponte di Fatih Sultan Mehmet, lungo 1 090 metri, è del 1988, attraversa lo stretto circa cinque chilometri a nord del primo. Il terzo, detto Ponte di Yavuz Sultan Selim, lungo 1 408 metri, è stato inaugurato il 26 agosto 2016 ed è dotato anche di due linee ferroviarie che collegano l'Anatolia con la regione di Marmara, dal villaggio di Garipçe sul lato europeo fino a Poyraz sul lato asiatico. 
Con i suoi 59 metri di larghezza, è anche attualmente il ponte sospeso più largo al mondo. Il 29 ottobre 2013 è stato inaugurato anche il tunnel ferroviario "Marmaray", che è il più profondo del mondo, arrivando fino a 62 metri sott'acqua. Antisismico e parte della linea suburbana omonima, è lungo 14 km e consente il passaggio tra le sponde europea e asiatica di Istanbul di 1 milione e mezzo di pendolari al giorno in soli 4 minuti. Infine il 22 dicembre 2016 è stato aperto al traffico veicolare l'Eurasia Tunnel di 5,4 km.

## Storia

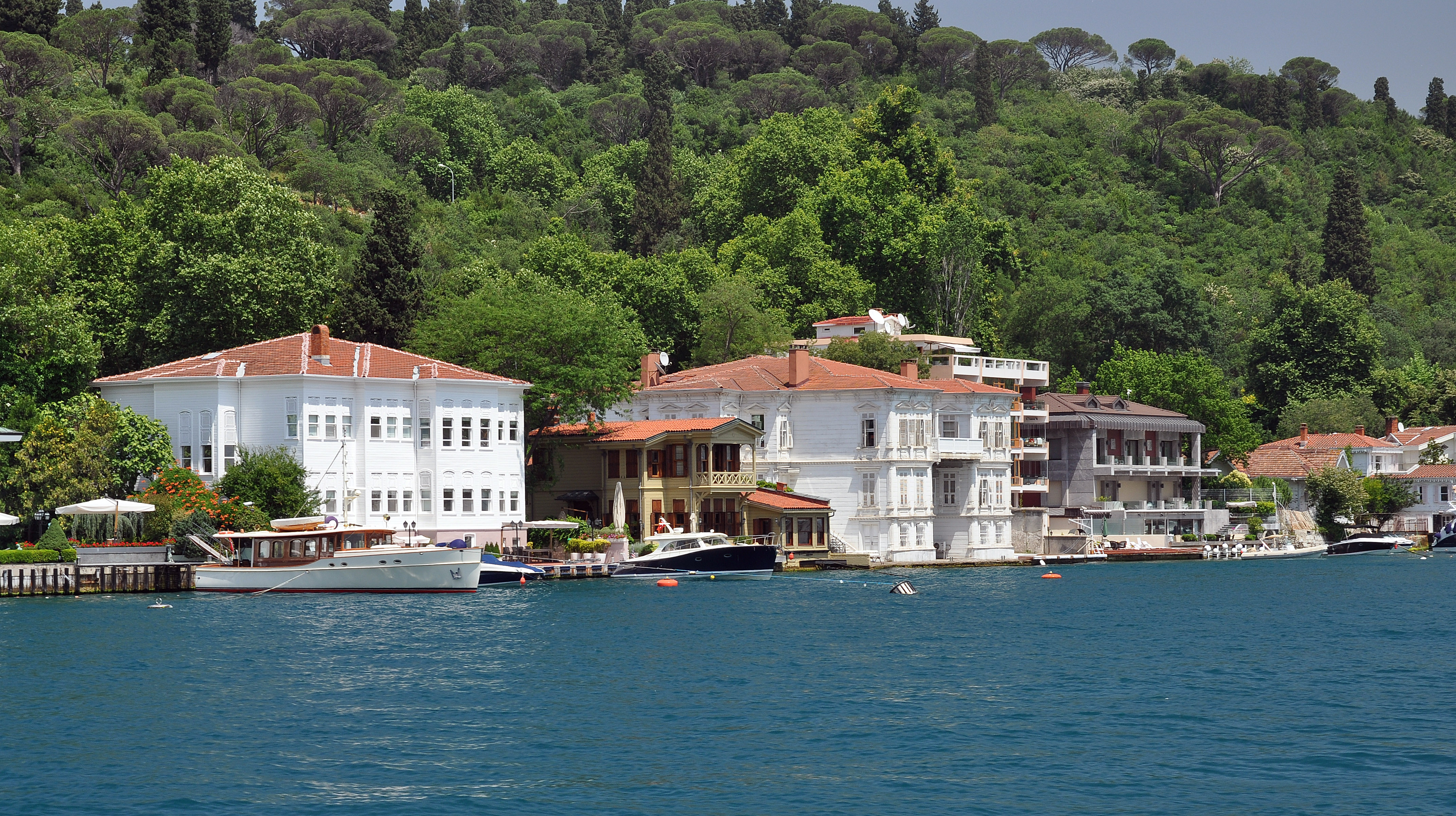
Le case costiere (yalı) dell'epoca ottomana sul Bosforo sono tra i simboli di Istanbul e della Turchia

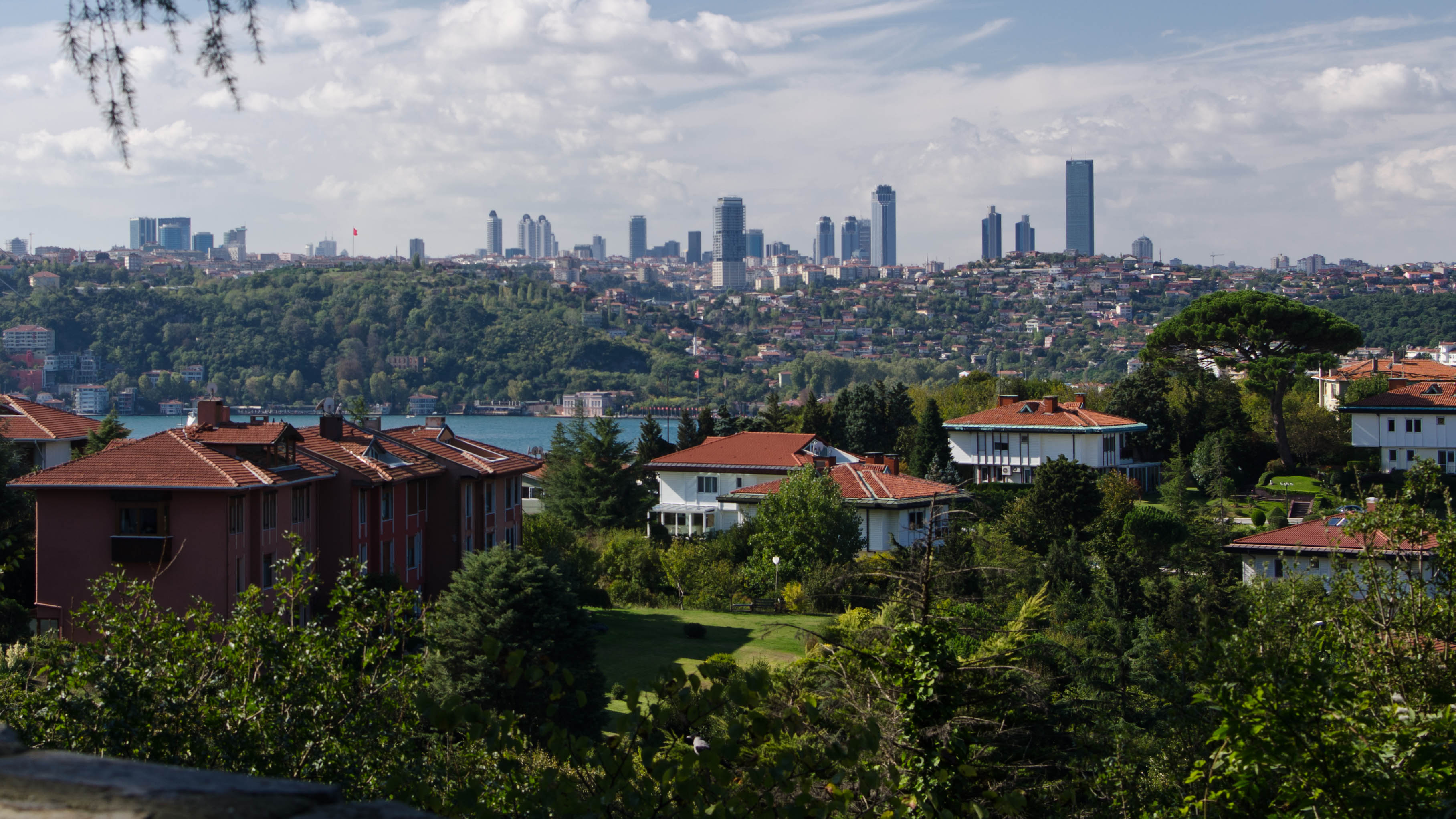
Veduta distante del quartiere finanziario Levent dalla sponda asiatica del Bosforo a Istanbul

Nella storia, il Bosforo ha sempre avuto una notevole importanza commerciale e strategica. Nel V secolo a.C., la città-stato di Atene, dipendente dal grano importato dalla Scizia, mantenne strette alleanze con le città che controllavano lo stretto, tra le quali, particolare peso raggiunse Bisanzio, colonia di Megara. Le stesse considerazioni indussero l'imperatore romano Costantino I a fondare qui, nel 330, la nuova capitale dell'impero, Costantinopoli, che durante il medioevo rimase tra le più popolose città europee.
Nel 1453 la città venne conquistata dai turchi ottomani, che a tale scopo costruirono sui due lati dello stretto le fortificazioni di Anadoluhisarı (1393) e Rumelihisarı (1451). Il controllo del Bosforo continuò a essere al centro di diversi conflitti nella storia moderna, in particolare la guerra russo-turca (1877-1878) e l'attacco da parte delle potenze alleate ai Dardanelli nel 1915 durante la prima guerra mondiale. E non solo: la guerra di Troia, al di là della giustificazione che è stata data, cioè il rapimento della bella Elena da parte di Paride, figlio del re di Troia, fu mossa dai greci proprio per il controllo dello stretto dei Dardanelli e del Bosforo.